# Championnat d'Europe masculin de volley-ball 1985
Navigation
RDA 1983 Belgique 1987
Le 14e championnat d'Europe masculin de volley-ball s'est déroulé du 29 septembre au 6 octobre 1985 à Amsterdam (Pays-Bas).

## Équipes présentes
- Bulgarie
- Tchécoslovaquie
- France
- Grèce
- Italie
- Yougoslavie

- Pays-Bas
- Pologne
- Roumanie
- Espagne
- Suède
- URSS

## Composition des poules
| Poule A                                 | Poule B                                                | Poule C                                                 |
| --------------------------------------- | ------------------------------------------------------ | ------------------------------------------------------- |
| Site : Voorburg Grèce Italie Suède URSS | Site : Zwolle Tchécoslovaquie Pologne Roumanie Espagne | Site : Bois-le-Duc Bulgarie France Yougoslavie Pays-Bas |

## Phase préliminaire

### Poule A -Voorburg

#### Classement
| No | Équipe | Points | Matches | Matches | Matches | Sets | Sets   | Sets  | Points | Points | Points |
| No | Équipe | Points | joués   | gagnés  | perdus  | pour | contre | Ratio | pour   | contre | Ratio  |
| -- | ------ | ------ | ------- | ------- | ------- | ---- | ------ | ----- | ------ | ------ | ------ |
| 1  | URSS   | 6      | 3       | 3       | 0       | 9    | 1      | 9.000 | 149    | 90     | 1.656  |
| 2  | Italie | 4      | 3       | 1       | 2       | 6    | 6      | 1.000 | 157    | 151    | 1.040  |
| 3  | Suède  | 4      | 3       | 1       | 2       | 5    | 8      | 0.625 | 141    | 173    | 0.815  |
| 4  | Grèce  | 4      | 3       | 1       | 2       | 3    | 8      | 0.375 | 120    | 153    | 0.784  |

### Poule B -Zwolle

#### Classement
| No | Équipe          | Points | Matches | Matches | Matches | Sets | Sets   | Sets  | Points | Points | Points |
| No | Équipe          | Points | joués   | gagnés  | perdus  | pour | contre | Ratio | pour   | contre | Ratio  |
| -- | --------------- | ------ | ------- | ------- | ------- | ---- | ------ | ----- | ------ | ------ | ------ |
| 1  | Tchécoslovaquie | 6      | 3       | 3       | 0       | 9    | 2      | 4.500 | 157    | 107    | 1.467  |
| 2  | Pologne         | 5      | 3       | 2       | 1       | 7    | 3      | 2.333 | 137    | 115    | 1.191  |
| 3  | Roumanie        | 4      | 3       | 1       | 2       | 4    | 7      | 0.571 | 115    | 137    | 0.839  |
| 4  | Espagne         | 3      | 3       | 0       | 3       | 1    | 9      | 0.111 | 89     | 139    | 0.640  |

### Poule C -Bois-le-Duc

#### Classement
| No | Équipe      | Points | Matches | Matches | Matches | Sets | Sets   | Sets  | Points | Points | Points |
| No | Équipe      | Points | joués   | gagnés  | perdus  | pour | contre | Ratio | pour   | contre | Ratio  |
| -- | ----------- | ------ | ------- | ------- | ------- | ---- | ------ | ----- | ------ | ------ | ------ |
| 1  | France      | 6      | 3       | 3       | 0       | 9    | 1      | 9.000 | 145    | 82     | 1.768  |
| 2  | Bulgarie    | 5      | 3       | 2       | 1       | 6    | 5      | 1.200 | 122    | 131    | 0.931  |
| 3  | Pays-Bas    | 4      | 3       | 1       | 2       | 5    | 7      | 0.714 | 136    | 153    | 0.889  |
| 4  | Yougoslavie | 3      | 3       | 0       | 3       | 2    | 9      | 0.222 | 122    | 159    | 0.767  |

## Phase finale

### Classement 7 à 12 -Groningen

#### Classement
| No | Équipe      | Points | Matches | Matches | Matches | Sets | Sets   | Sets  | Points | Points | Points |
| No | Équipe      | Points | joués   | gagnés  | perdus  | pour | contre | Ratio | pour   | contre | Ratio  |
| -- | ----------- | ------ | ------- | ------- | ------- | ---- | ------ | ----- | ------ | ------ | ------ |
| 7  | Grèce       | 9      | 5       | 4       | 1       | 12   | 6      | 2.000 | 244    | 213    | 1.146  |
| 8  | Roumanie    | 9      | 5       | 4       | 1       | 13   | 7      | 1.857 | 255    | 207    | 1.232  |
| 9  | Suède       | 8      | 5       | 3       | 2       | 13   | 7      | 1.857 | 268    | 225    | 1.191  |
| 10 | Pays-Bas    | 8      | 5       | 3       | 2       | 10   | 9      | 1.111 | 232    | 222    | 1.045  |
| 11 | Yougoslavie | 6      | 5       | 1       | 4       | 4    | 13     | 0.308 | 169    | 247    | 0.684  |
| 12 | Espagne     | 5      | 5       | 0       | 5       | 5    | 15     | 0.333 | 215    | 269    | 0.799  |

### Classement 1 à 6 -Amsterdam

#### Classement
| No | Équipe          | Points | Matches | Matches | Matches | Sets | Sets   | Sets  | Points | Points | Points |
| No | Équipe          | Points | joués   | gagnés  | perdus  | pour | contre | Ratio | pour   | contre | Ratio  |
| -- | --------------- | ------ | ------- | ------- | ------- | ---- | ------ | ----- | ------ | ------ | ------ |
| 1  | URSS            | 10     | 5       | 5       | 0       | 15   | 2      | 7.500 | 253    | 160    | 1.581  |
| 2  | Tchécoslovaquie | 9      | 5       | 4       | 1       | 12   | 6      | 2.000 | 259    | 220    | 1.177  |
| 3  | France          | 8      | 5       | 3       | 2       | 10   | 8      | 1.250 | 238    | 209    | 1.139  |
| 4  | Pologne         | 7      | 5       | 2       | 3       | 8    | 11     | 0.727 | 225    | 247    | 0.911  |
| 5  | Bulgarie        | 6      | 5       | 1       | 4       | 6    | 14     | 0.429 | 198    | 272    | 0.728  |
| 6  | Italie          | 5      | 5       | 0       | 5       | 5    | 15     | 0.333 | 227    | 292    | 0.777  |

## Palmarès
| Place              | Équipe          |
| ------------------ | --------------- |
| Médaille d'or      | URSS            |
| Médaille d'argent  | Tchécoslovaquie |
| Médaille de bronze | France          |
| 4                  | Pologne         |
| 5                  | Bulgarie        |
| 6                  | Italie          |
| 7                  | Grèce           |
| 8                  | Roumanie        |
| 9                  | Suède           |
| 10                 | Pays-Bas        |
| 11                 | Yougoslavie     |
| 12                 | Espagne         |